# Ferrovia Niš-Dimitrovgrad
La ferrovia Niš–Dimitrovgrad (in serbo Железничка пруга Ниш–Димитровград?, Železnička pruga Niš-Dimitrovgrad) è una linea ferroviaria che collega la città di Niš con Dimitrovgrad, in Serbia. Si tratta dell'unica linea ferroviaria che unisce la Serbia alla Bulgaria e fa parte del ramo C del Corridoio paneuropeo X.

## Storia
La costruzione della linea ferroviaria da Niš al confine con la Bulgaria era uno degli obblighi imposti al governo serbo dal Trattato di Berlino (articolo 10).
La costruzione della prima sezione fra Niš e Pirot incominciò il 25 giugno 1885, poco dopo il completamento della Ferrovia Belgrado-Niš, tuttavia la costruzione fu interrotta dalla guerra serbo-bulgara. I lavori di costruzione ripresero al termine del conflitto, durante la primavera del 1886. La sezione che collegava Pirot con il resto del paese fu inaugurata il 1 novembre 1887, mentre il 1 agosto 1888 fu raggiunta Caribrod (oggi Dimitrovgrad), città che all'epoca faceva parte della Bulgaria e che passò al Regno dei Serbi, Croati e Sloveni nel 1919, con il Trattato di Neuilly.

## Caratteristiche

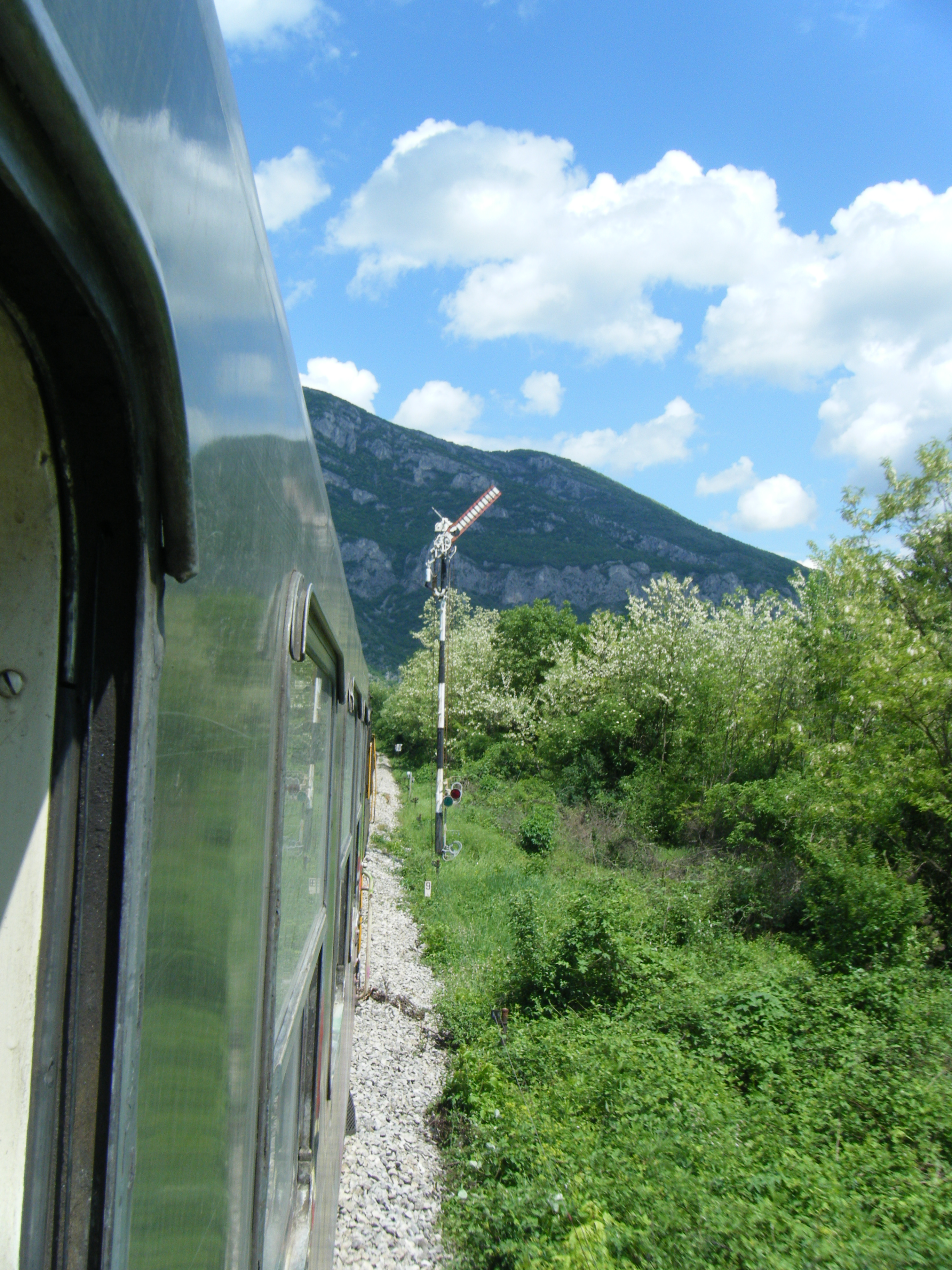
Segnale semaforico ad ala sulla linea Niš–Dimitrovgrad

La ferrovia è a semplice binario e non è elettrificata, ad eccezione della tratta fra la stazione di Dimitrovgrad e il confine, elettrificata in corrente alternata con tensione a 25 kV 50 hz come le principali linee ferroviarie bulgare. Lo scartamento adottato è quello ordinario da 1435 mm.
Attualmente è in corso la preparazione della documentazione per l'avvio della procedura di gara per l'affidamento dei lavori  di ammodernamento della linea che prevedono il rinnovo dell'armamento e alcune rettifiche di tracciato per far sì che si possa raggiungere la velocità di 120 km/h.

## Percorso
| Continuation backward | Continuation backward |

| Unknown route-map component "dCONTgq" | Junction both to and from right | Straight track | Unknown route-map component "d" |

| Station on track | Straight track |

| Unknown route-map component "bvvWSLglr" |

| Stop on track |

| Stop on track |

| Station on track |

| Small bridge over water |

| Unknown route-map component "SKRZ-Au" |

| Stop on track |

| Stop on track |

| Station on track |

| Small bridge over water |

| Stop on track |

| Stop on track |

| Stop on track |

| Station on track |

| Unknown route-map component "SKRZ-Au" |

| Stop on track |

| Station on track |

| Stop on track |

| Unknown route-map component "SKRZ-Au" |

| Stop on track |

| Unknown route-map component "SKRZ-Au" |

| Small bridge over water |

| Stop on track |

| Stop on track |

| Stop on track |

| Stop on track |

| Small bridge over water |

| Small bridge over water |

| Station on track |

| Small bridge over water |

| Stop on track |

| Unknown route-map component "SKRZ-Au" |

| Stop on track |

| Station on track |

| Stop on track |

| Stop on track |

| Station on track |

| Unknown route-map component "SKRZ-Au" |

| Restricted border on track |

| Continuation forward |

Lasciata la città di Niš, la linea segue il corso del fiume Nišava, attraversando la Gola di Sićevo.

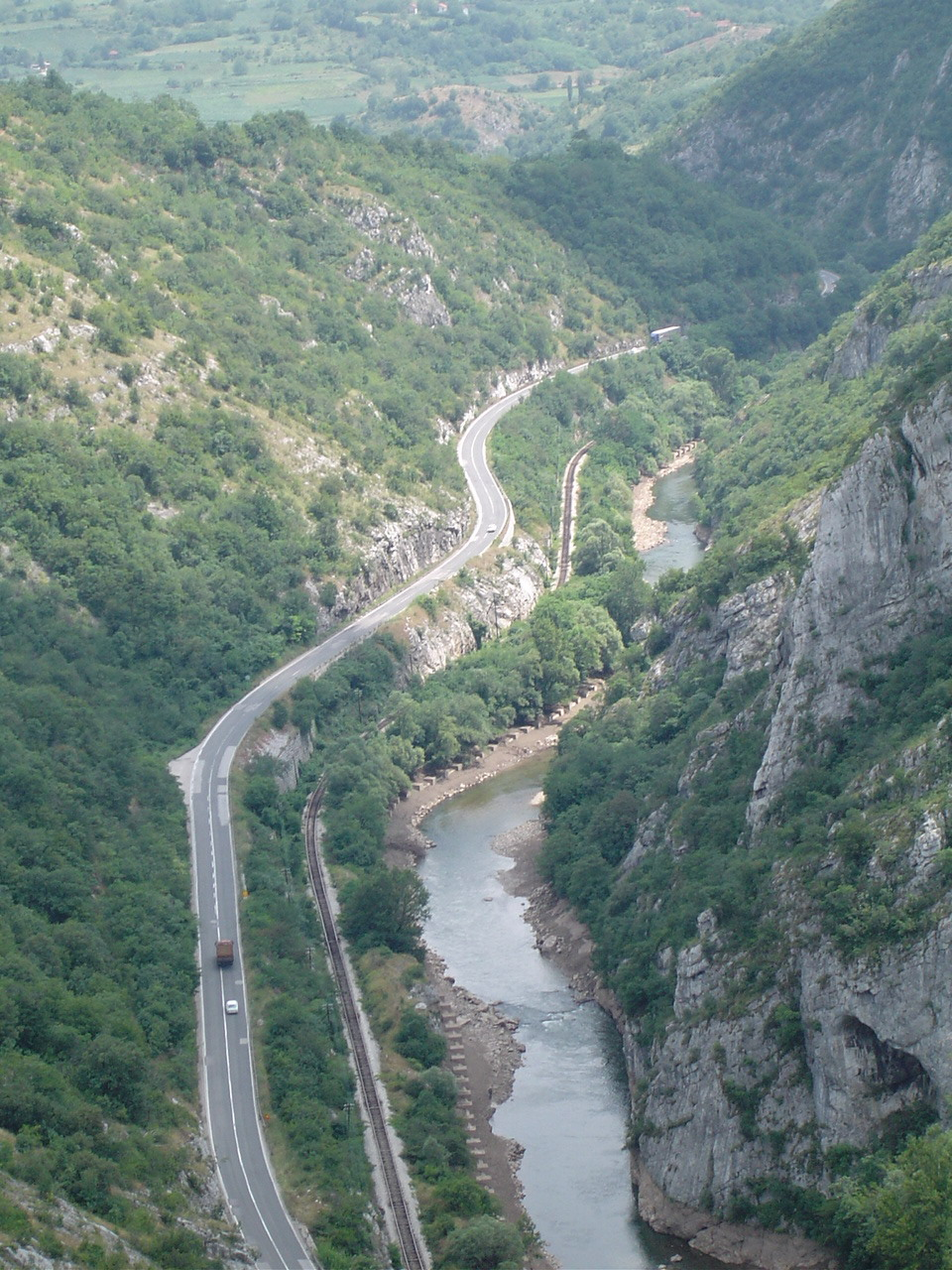
La linea stretta nella Gola di Sićevo

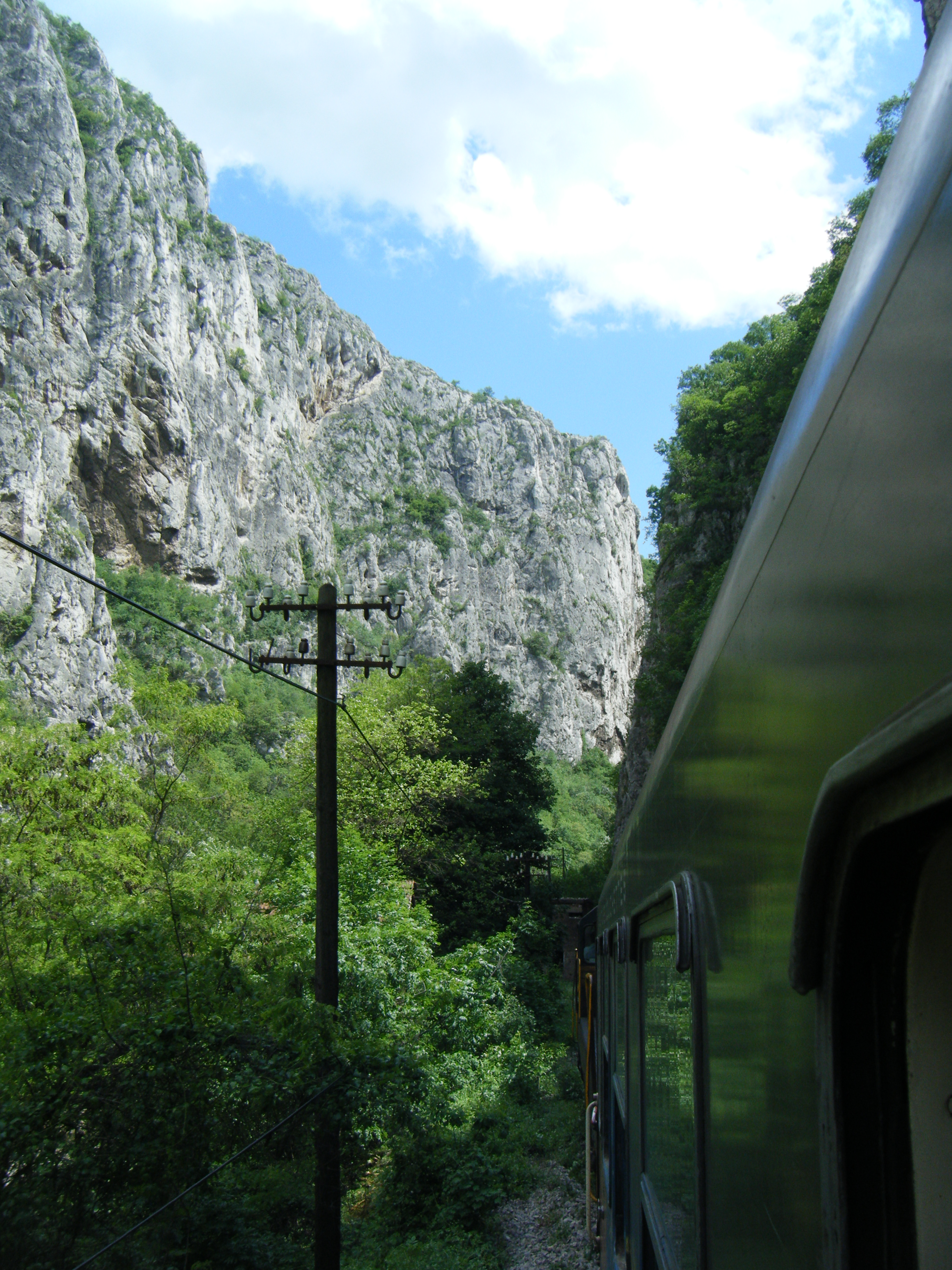
La linea ferroviaria Sićevo passa per la Gola di Sićevo

## Traffico
Il servizio passeggeri, espletato da Srbija Voz, è composto da due coppie di treni locali che raggiungono Dimitrovgrad la mattina e ritornano verso Niš nel pomeriggio, oltre a una coppia di treni estivi che valicano la frontiera bulgara effettuando il servizio dalla Stazione di Topčider alla Stazione di Sofia